# Masmouda
Masmouda (franska: Masmouda (CR), Masmouda (Commune Rurale), arabiska: موالين الواد) är en kommun i Marocko.   Den ligger i provinsen Ouezzane och regionen Tanger-Tétouan-Al Hoceïma, i den norra delen av landet, 130 km nordost om huvudstaden Rabat. Antalet invånare är 17 110.